# Lovekiller
Lovekiller è il quinto album in studio del cantautore svedese Darin, pubblicato nel 2010.

## Tracce
1. Microphone – 3:30
2. You're Out of My Life – 3:02
3. Lovekiller – 3:32
4. Only You Can Save Me – 3:41
5. Drowning – 3:02
6. Viva La Vida (Coldplay cover) – 4:36
7. Endless Summer – 4:14
8. OK (Dangerous Game) – 3:15
9. Can't Stop Love – 3:41
10. I'll Be Alright – 3:03

## Classifiche
| Classifica | Posizione |
| ---------- | --------- |
| Svezia     | 1         |